# (29092) 1981 EL10
A (29092) 1981 EL10 a Naprendszer kisbolygóövében található aszteroida. Schelte J. Bus fedezte fel 1981. március 1-jén.